# Gemeinde Mirna Peč
Die Gemeinde Mirna Peč (deutsch: Hönigstein) ist eine Gemeinde in der Region Dolenjska (Unterkrain) in Slowenien. Sie ist benannt nach ihrem Hauptort Mirna Peč
Die aus 28 Dörfern und Weilern bestehenden Gesamtgemeinde liegt nordwestlich von Novo mesto am Fluss Temenica.

## Ortsteile der Gesamtgemeinde
| - Biška vas, (dt. Witschendorf in der Unterkrain) - Čemše, (dt. Tschemsche) - Dolenja vas pri Mirni Peči, (dt. Niederdorf bei Hönigstein) - Dolenji Globodol, (dt. Untertiefenthal) - Dolenji Podboršt, (dt. Unterforst in der Unterkrain) - Globočdol, (dt. Globotschkidoll) - Golobinjek, (dt. Taubenberg in der Unterkrain ) - Gorenji Globodol, (dt. Obertiefenthal) - Gorenji Podboršt, (dt. Oberforst in der Unterkrain) - Goriška vas, (dt. Goritschendorf) | - Grč Vrh, (dt. Görtschberg) - Hmeljčič, (dt. Krenzelsdorf) - Hrastje pri Mirni Peči, (dt. Aicholz) - Jablan, (dt. Apfelsdorf) - Jelše, (dt. Erlach) - Jordankal, (dt. Würgal) - Malenska vas, (dt. Mühldorf in der Unterkrain, auch Magensdorf) - Mali Kal, (dt. Kleinkall) - Mali Vrh, (dt. Kleinberg ) - Mirna Peč, (dt. Hönigstein) | - Orkljevec, (dt. Kreil, auch Orklewitz) - Poljane pri Mirni Peči, (dt. Pollenmarkt) - Selo pri Zagorici, (dt. Sella bei Hönigstein) - Srednji Globodol, (dt. Mittertiefenthal) - Šentjurij na Dolenjskem, (dt. Sankt Georgen bei Hönigstein) - Veliki Kal, (dt. Großkall) - Vrhovo pri Mirni Peči, (dt. Freyhof bei Hönigstein) - Vrhpeč, (dt. Oberhönigstein) |

## Nachbargemeinden
| Trebnje            | Trebnje, Mokronog-Trebelno                  | Mokronog-Trebelno |
| Trebnje, Žužemberk | Kompassrose, die auf Nachbargemeinden zeigt | Novo mesto        |
| Žužemberk          | Straža                                      | Novo mesto        |

## Sehenswürdigkeiten
Durch Mirna Peč fließt Sloweniens längster Sickerfluss, die Temenica. Im Ortsteil Vrhpeč hat der Fluss seine zweite Quelle, nachdem dieser bei Dolenje Ponikve in die karstige Unterwelt versickert war. Die Temenica fließt dann weiter durch das Mirnatal, wo sie bei Goriška vas ein weiteres Mal versickert.